# Sagra (Fest)
Sagra (Plural: sagre) ist das italienische Wort für das Kirchweihfest. Diese zumeist mehrtägigen, oft mit einer Wallfahrt verbundenen Feste tragen in der Regel den Namen des jeweiligen Heiligen bzw. des Ortes oder der Kirche (z. B. San Mauro in Sorgono) und haben eine lange Tradition, die zum Teil mit Reiterspielen wie dem Palio oder der S’Ardia verbunden ist. 
Heute bezeichnet Sagra jedoch auch allgemein ein Volksfest, das einem regionalen landwirtschaftlichen Produkt oder einer gastronomischen Spezialität gewidmet ist (z. B. regionalen Pastagerichten, Olivenöl, Wein; typischerweise heißen diese Feste dann Sagra dell’uva – Fest der Weintrauben, Sagra della castagna – Fest der Esskastanie, Sagra del cinghiale – Fest des Wildschweins etc.). Viele dieser Feste sind in den letzten Jahren neu entstanden und nicht unbedingt mit einer Kirchweih verbunden. Veranstalter sind häufig Kirchengemeinden oder Vereine, die durch die Sagre Geld für ihre Arbeit erwirtschaften.
Die vermutlich durch ihre Trachtenumzüge buntesten und mit Hunderten von Teilnehmern (und vielen Tausenden von Zuschauern) größten Sagre finden auf Sardinien statt:
- Sagra di Sant’Efisio in Cagliari am 1. Mai
- Cavalcata Sarda in Sassari am Himmelfahrtstag
- Sagra del Redentore in Nuoro am letzten Sonntag im August

Die Feste zu Ehren des Heiligen Antonio Abate am 17. Januar (sie werden oft auf das folgende Wochenende verschoben und sind durch ihre Riesenfeuer – su fugurone – bekannt) finden in vielen Orten Sardiniens statt und gehören, da sie außerhalb der Tourismus-Saison stattfinden, zu denjenigen der größeren Veranstaltungen, die den ursprünglichen Charakter am besten erhalten haben. 